# Kasang (Batang Anai)
Kasang is een bestuurslaag in het regentschap Padang Pariaman van de provincie West-Sumatra, Indonesië. Kasang telt 13.431 inwoners (volkstelling 2010).